# Corby
Corby ist eine Industriestadt etwa 14 Kilometer nördlich von Kettering in Northamptonshire, England. Im Jahr 2021 hatte es eine Bevölkerung von 68.164 Einwohnern. Bis 2021 besaß sie den Status eines Borough und bildete einen District von Northamptonshire. Am 1. April 2021 wurde der District aufgelöst und ging in der neugeschaffenen Unitary Authority North Northamptonshire auf.

## Stadtentwicklung
1931 war Corby ein kleines Dorf mit etwa 1500 Einwohnern, bevor sich dort Mitte der 1930er Jahre das Stahlwerk Stewards & Loyds (später British Steel) ansiedelte und dabei viele Arbeiter aus Schottland und Irland anzog. Das ist der Grund, warum noch heute viele Menschen in Corby mit schottischem Akzent sprechen. Die Stahlfabrik entwickelte sich zur zweitgrößten ihrer Art in Europa und die Einwohnerzahl von Corby stieg rapide an. 1950 wurde Corby eine der englischen New Towns.
Nach 1980 verlor die Stahlindustrie jedoch an Bedeutung und das Werk musste 1981 geschlossen werden. Eine Filiale des Nahrungskonzerns Weetabix steht heute an dieser Stelle. Dort findet sich ebenfalls die Rockingham Motor Speedway, eine elliptische Rennstrecke, die einzige ihrer Art in Großbritannien, auf der mit einem Ford-Cosworth der Geschwindigkeitsrekord von 210 Meilen/Stunde erreicht wurde. In einem Gerichtsverfahren wurde 2009 bestätigt, dass es durch die Altlasten von Corby zu embryonalen Entwicklungschäden gekommen ist.
Unweit von Corby beim Dorf Deene liegt Deene Park, ein mehrfach erweitertes Herrenhaus aus dem 14. Jahrhundert.

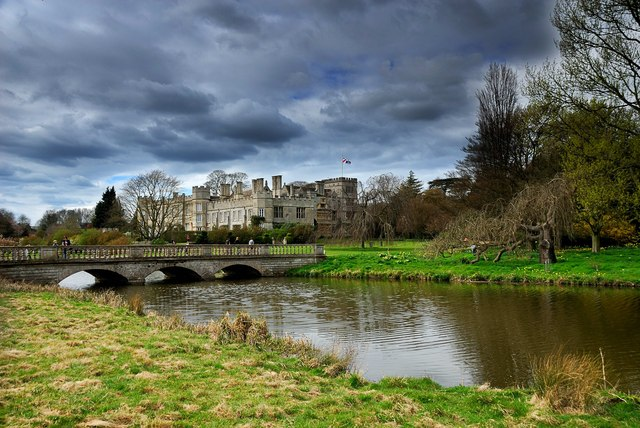
Deene Park

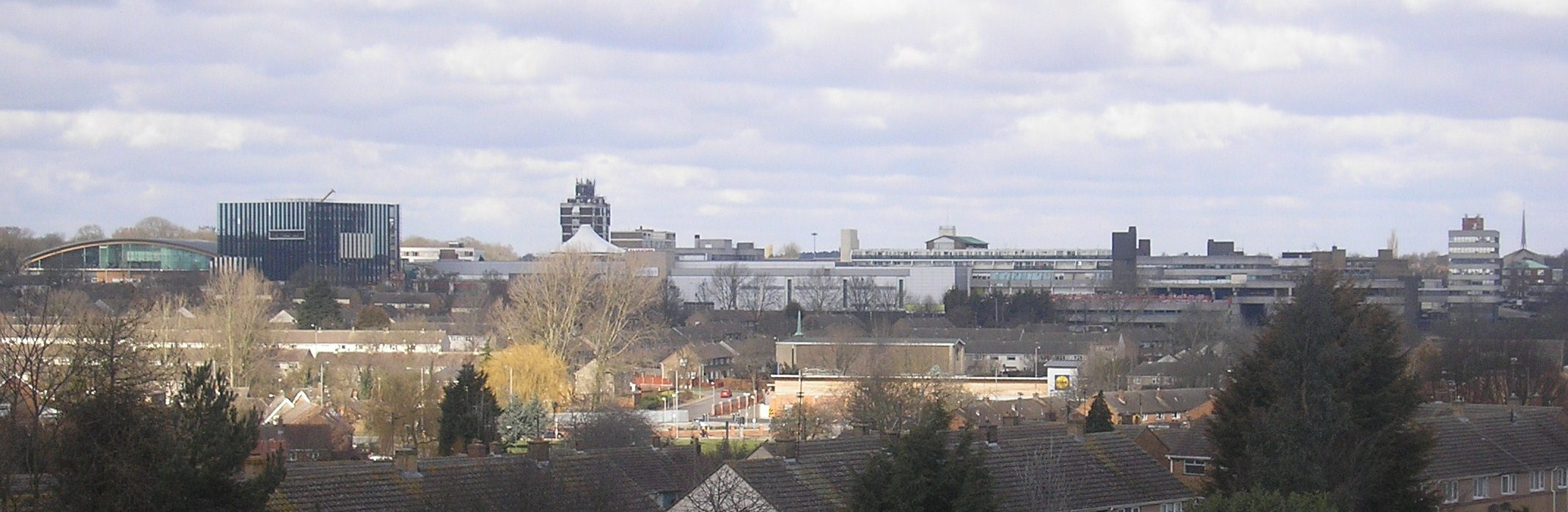
Skyline von Corby

Auf dem Mars gibt es einen Krater, der den Namen der Stadt trägt.

## Städtepartnerschaften
- Velbert (Deutschland; seit 1965)
- Châtellerault (Frankreich; seit 1979)

## Söhne und Töchter (Auswahl)
- Tom McEwan (* 1940), Musiker und Schauspieler
- Paul Ferris (1941–1995), Schauspieler, Filmkomponist und Drehbuchautor
- Brendan Coyle (* 1963), Schauspieler
- Emma Kennedy (* 1967), britische Autorin und Schauspielerin